# 2-デヒドロ-3-デオキシグルコノキナーゼ
2-デヒドロ-3-デオキシグルコノキナーゼ(2-dehydro-3-deoxygluconokinase、EC 2.7.1.45)は、以下の化学反応を触媒する酵素である。
ATP + 2-デヒドロ-3-デオキシ-D-グルコン酸 {\displaystyle \rightleftharpoons } ADP + 6-ホスホ-2-デヒドロ-3-デオキシ-D-グルコン酸
従って、この酵素の基質はATPと2-デヒドロ-3-デオキシグルコン酸の2つ、生成物はADPと6-ホスホ-2-デヒドロ-3-デオキシグルコン酸の2つである。
この酵素は転移酵素、特にアルコールを受容体とするホスホトランスフェラーゼに分類される。この酵素の系統名は、ATP:2-デヒドロ-3-デオキシ-D-グルコン酸 6-ホスホトランスフェラーゼ(ATP:2-dehydro-3-deoxy-D-gluconate 6-phosphotransferase)である。この酵素は、ペントースリン酸経路及びペントースとグルクロン酸の相互変換に関与している。

## 構造
2007年末時点で、1つの構造のみ解明されている。蛋白質構造データバンクのコードは、1WYEである。